# 基尔马诺克学院
基尔马诺克学院（英語：Kilmarnock Academy）是西蘇格蘭基尔马诺克的綜合制中學。其歷史可追溯至1630年代創建，直至1807年才確定今日的校名。1898年，學院遷移到現在的校址。1900年代初，併購了基尔马诺克技术学校。

## 學院背景

### 校長
現任校長為布赖恩·帕特森（Bryan Paterson）先生，副校長為G·克尔（G. Kerr）先生和E·沃克（E. Walker）女士。

## 外部連結
- 基尔马诺克学院官網
- 東艾尔郡議會官網

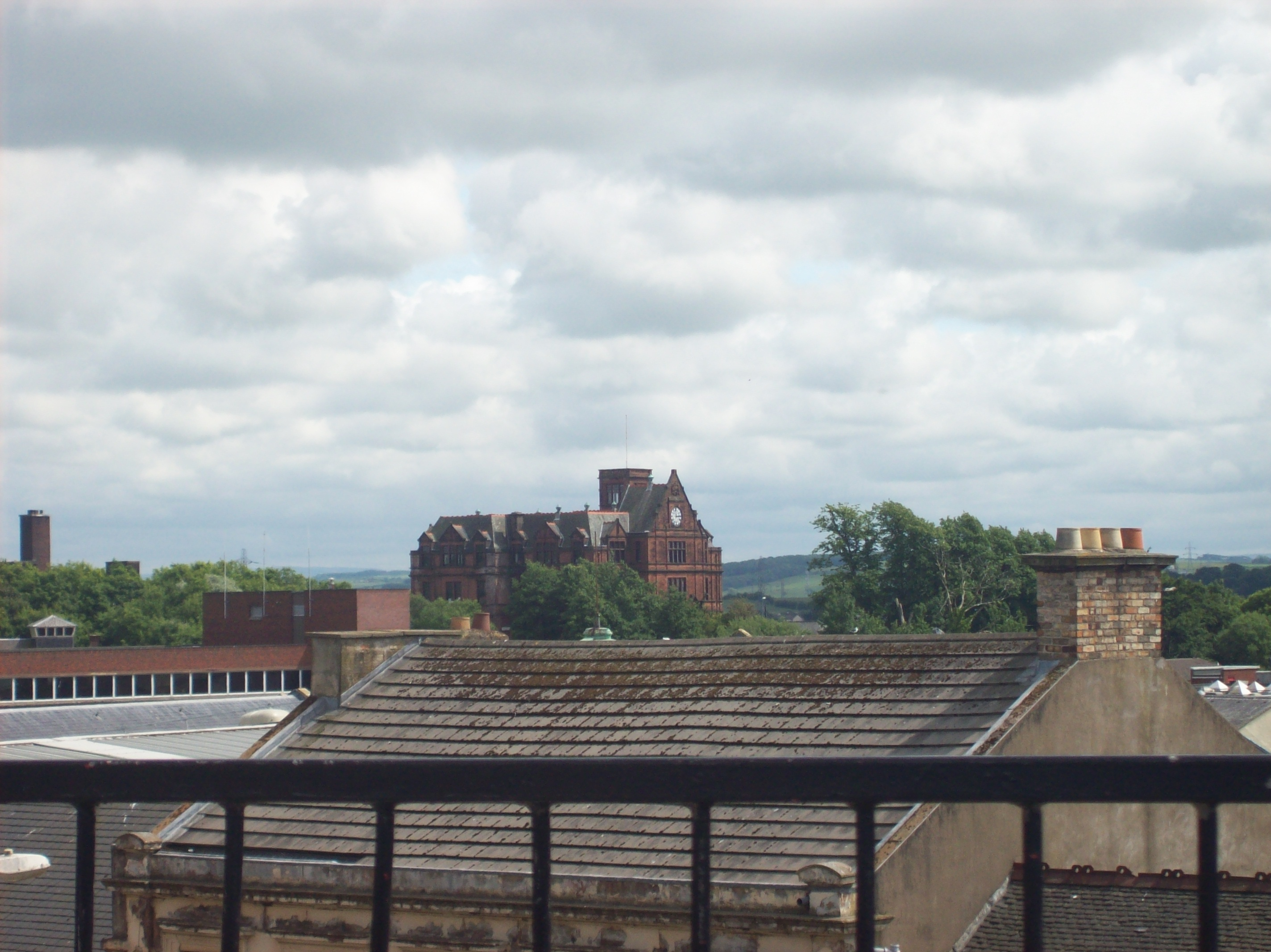
基尔马诺克学院一景

- Kilmarnock Academy's Former Pupils
- Kilmarnock Academy Masters and Former Pupils who died in World War 1 and 2. （页面存档备份，存于）
- Kilmarnock Academy's page on Scottish Schools Online

55°36′32″N 4°29′35″W / 55.609°N 4.493°W